# Plešivica, Sežana
Plešivica je naselje v Občini Sežana.